# Hypericum martense
Hypericum martense är en johannesörtsväxtart som beskrevs av N.K.B. Robson. Hypericum martense ingår i släktet johannesörter, och familjen johannesörtsväxter. Inga underarter finns listade i Catalogue of Life.